# Palais de justice de Falaise
Le palais de justice de Falaise aussi appelé ancien palais de justice de Falaise était un édifice situé à Falaise, dans le département français du Calvados, en France.

## Localisation
Le monument était situé à Falaise.

## Historique
Le palais de justice était daté de la seconde moitié du XVIIIe siècle.
L'édifice est inscrit au titre des Monuments historiques depuis le 19 octobre 1927.
Il est détruit pendant les bombardements de la Bataille de Normandie qui détruisent 2/3 de la ville .